# Plexo carotídeo
El plexo carotídeo es cada uno de los tres plexos nerviosos asociados a las arterias carótidas.
Pertenece al sistema vegetativo cervical o simpático craneal. Este sistema está constituido por una red de fibras simpáticas nacidas de los 3 ganglios cervicales: estas fibras están dispuestas en una red de mallas anchas que tapiza las arterias carótidas. 
El plexo carotídeo se origina de las ramas eferentes anteriores y de las superiores, del ganglio cervical superior (este ganglio cervical superior mide 4 cm de longitud y se relaciona con C2 y C3, además de con el paquete vasculonervioso cervical y el espacio maxilo faringeo).  Las ramas eferentes anteriores son todas vasculares, se dirigen al ángulo que forma la bifurcación carotídea; el primer ramo se dirige a la bifurcación carotídea, formando el plexo interno pericarotídeo, el cual presenta el corpúsculo o ganglio intercarotídeo. Este plexo se prolonga en ramas que van rodeando a la carótida externa primero y después a cada una de las ramas de la carótida externa. De las ramas eferentes superiores, la rama carotídea se dirige a la arteria carótida interna, la rodea, penetra con ella al cráneo en todo su recorrido y en cada una de sus colaterales y terminales, y forma primero el plexo carotídeo.